# Leioproctus obscurus
Leioproctus obscurus är en biart som först beskrevs av Smith 1853.  Leioproctus obscurus ingår i släktet Leioproctus och familjen korttungebin. Inga underarter finns listade i Catalogue of Life.

## Bildgalleri

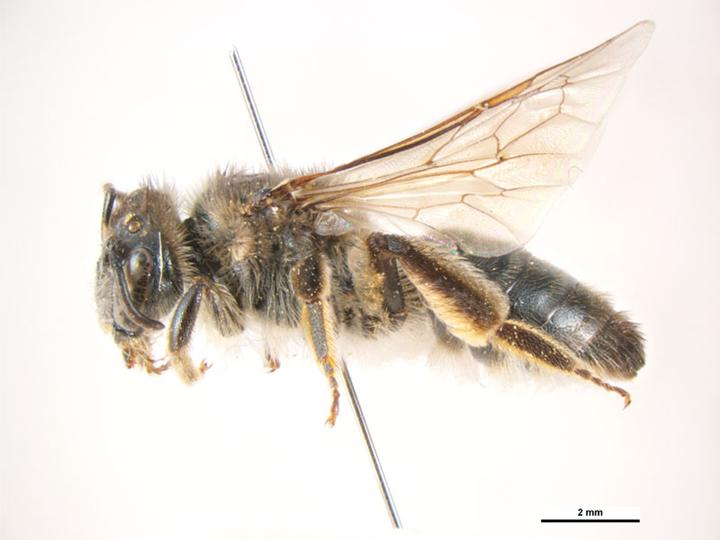
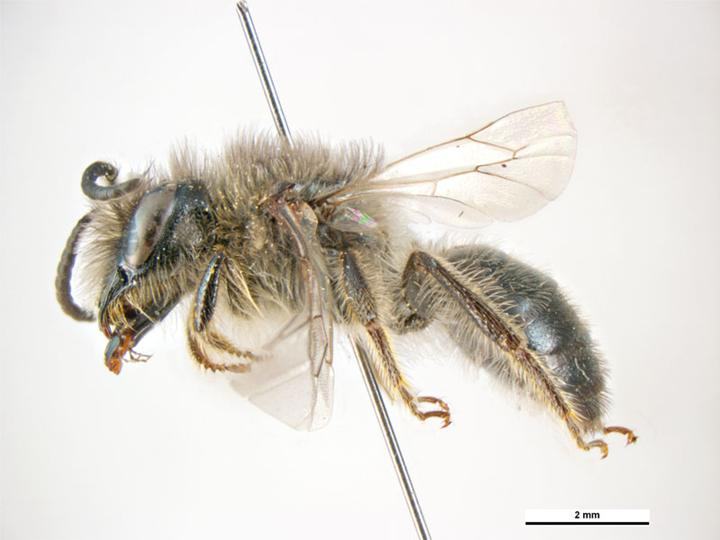